# Asa Higuchi
Asa Higuchi (ひぐち アサ Higuchi Asa?, 7 de mayo de 1970) Nació en Urawa, prefectura de saitama, (Hoy simplemente Saitama) se Graduó de la universidad de Hosei en el departamento de Psicología se especializó en psicología del deporte cosa que le ayudaría para escribir Ōkiku Furikabutte, pero la historia estaría basada en sus adolescencia cuando practicaba Sóftbol en la Urawanishi High School (埼玉県立浦和西高等学校 Saitama Kenritsu Urawanishi Kōtō Gakkō?) 

## Lista de trabajos
- Yuku tokoro (1998)
- Kazoku no Sore Kara (2000)
- Yasashii Watashi (2001–2002)
- Ōkiku Furikabutte (2004-presente)